# آدم إينغرام
آدم إينغرام هو اقتصادي وشخصية أعمال وسياسي بريطاني، ولد في 1 مايو 1951 في كيلمارنوك ‏ في المملكة المتحدة. نشط حزبياً في الحزب الوطني الإسكتلندي.

## مناصب
- في الانتخابات النيابية العمومية الاسكتلندية 2011 [الإنجليزية]‏، انتخب عضو البرلمان الاسكتلندي الرابع ‏ عن دائرة Carrick, Cumnock and Doon Valley (Scottish Parliament constituency) [الإنجليزية]‏ وقد انضم خلال فترته النيابية [الإنجليزية]‏ (5 مايو 2011 – 24 مارس 2016) للكتلة البرلمانية الحزب الوطني الإسكتلندي.
- في الانتخابات النيابية العمومية الاسكتلندية 2007 [الإنجليزية]‏، انتخب عضو البرلمان الاسكتلندي الثالث ‏ عن دائرة South of Scotland (Scottish Parliament electoral region) [الإنجليزية]‏ وقد انضم خلال فترته النيابية [الإنجليزية]‏ (3 مايو 2007 – 22 مارس 2011) للكتلة البرلمانية الحزب الوطني الإسكتلندي.
- في الانتخابات النيابية العمومية الاسكتلندية 2003 [الإنجليزية]‏، انتخب عضو البرلمان الاسكتلندي الثاني ‏ عن دائرة South of Scotland (Scottish Parliament electoral region) [الإنجليزية]‏ وقد انضم خلال فترته النيابية [الإنجليزية]‏ (1 مايو 2003 – 2 أبريل 2007) للكتلة البرلمانية الحزب الوطني الإسكتلندي.
- في الانتخابات النيابية العمومية الاسكتلندية 1999 [الإنجليزية]‏، انتخب عضو البرلمان الاسكتلندي الأول ‏ عن دائرة South of Scotland (Scottish Parliament electoral region) [الإنجليزية]‏ وقد انضم خلال فترته النيابية [الإنجليزية]‏ (6 مايو 1999 – 31 مارس 2003) للكتلة البرلمانية الحزب الوطني الإسكتلندي.
- انتخب Minister for Children and Young People [الإنجليزية]‏ (17 مايو 2007 – 25 مايو 2011).

## وصلات خارجية
- الموقع الرسمي